# Ľubomír Gaštan
Ľubomír Gaštan (* 13. července 1948 v Detvě) je bývalý československý fotbalový útočník slovenské národnosti.

## Fotbalová kariéra
Talentovaný útočník přišel do týmu prvoligového nováčka v létě 1971 ze slovenské Detvy, kde se stal v sezoně 1970/71 nejlepším střelcem SNFL (3. liga). V zápase s Baníkem Ostrava však utrpěl velmi těžké zranění, které znamenalo konec profesionální kariéry.

## Ligová bilance
| Ročník                                   | Zápasy | Góly | Klub           |
| ---------------------------------------- | ------ | ---- | -------------- |
| 1. československá fotbalová liga 1971/72 | 8      | 0    | Zbrojovka Brno |
| 1. československá fotbalová liga 1972/73 | 13     | 3    | Zbrojovka Brno |
| CELKEM 1. LIGA                           | 21     | 3    |                |